# Anton Bolinder
Anton Bolinder (Suecia, 3 de junio de 1915-13 de diciembre de 2006) fue un atleta sueco especializado en la prueba de salto de altura, en la que consiguió ser campeón europeo en 1946.

## Carrera deportiva
En el Campeonato Europeo de Atletismo de 1946 ganó la medalla de oro en el salto de altura, con un salto por encima de 1.99 metros, superando al británico Alan Paterson y al finlandés Nils Nicklén.